# 신설동
신설동(新設洞)은 서울특별시 동대문구의 동이다.

## 개요
신설동은 동대문구의 가장 서쪽에 위치해 있으며, 조선시대 동부숭신방(崇信坊)에 새로 설치한 마을이라 하여 ‘신설계’(新設契)라 하던 것을 갑오개혁 때 신설동이라 하였는데 예전엔 이곳을 ‘새말’ 또는 ‘신리(新里)’라고 불렀다. 1914년에 고양군 숭인면 신설리가 되었고, 1936년에 경성부로 재편입되었다.
1943년 6월 11일 구제 실시로 동대문구에 편입되었다. 1955년 4월 18일 보문동 1~7가를 분리시켰다.
2009년에 용두동과 합동하여 통합 행정동 용신동이 출범했다. 그러다가 2025년 7월 1일부터 다시 행정동 신설동으로 분리되었다.

## 교통
- ● 수도권 전철 1호선
  - 신설동역
- ● 서울 지하철 2호선
  - 신설동역

## 교육
- 대광중학교
- 대광고등학교
- 한국항공전문학교

## 같이 보기
- 동대문구의 행정 구역